# 凤城天主教堂旧址
凤城天主教堂旧址位于江苏省徐州市丰县凤城街道书院南街24号（西侧）。
1898年，法国耶稣会传教士汤执中在丰县西关购地建房八间（西屋）传教。
1906年，邱多连神甫建门楼三间，小圣堂五间（南屋）、神甫住房三间，西屋十五间及北面围墙。
1933年，加拿大籍神甫巴思理，拆除神甫住房及围墙，修建西式大圣堂13间，可容纳800教友。高13米，钟楼高20米，南北长43米，东西宽16米。
1938年，丰县沦陷，教堂庇护了三千难民。
1958年大跃进期间，西式风格的大圣堂被拆除，教堂关闭。1983年12月教堂恢复活动。
现丰县天主教堂现存小圣堂5间112平方米、门楼3间58平方米、西屋15间352平方米，均为四面坡的“庑殿顶”。2010年公布为县级文物保护单位。2019年3月20日，凤城天主教堂旧址公布为江苏省文物保护单位。